# 無敵號 (遊戲)
《無敵號》是由Starward Industries开发，由11 Bit Studios遊戲公司發行的冒險遊戲。該遊戲是改編自波蘭知名科幻小說家史坦尼斯勞‧萊姆小說《無敵號》的同名遊戲作品。該遊戲在2023年11月6日發售於Microsoft Windows、PlayStation 5和Xbox Series X/S发布。

## 遊戲內容
這款遊戲是一款以第一人稱視角進行的冒險遊戲。在遊戲中，玩家扮演宇宙生物學家明思娜，必須在面對未知威脅的同時，在雷吉斯三號行星上尋找失踪的船員。明思娜可以使用多種工具，例如掃描儀和手持望遠鏡，用於識別未知物體並幫助她在陌生的環境中生存下來。開發者描述該遊戲為「注重玩家選擇的分支敘事」。 其他角色包括星航員諾維克，在雷吉斯三號上引導明思娜的旅程。

## 開發
《無敵號》目前由波蘭獨立開發者Starward Industries進行開發，該公司成立於2018年。團隊成員在3A級遊戲開發公司，如CD Projekt RED和Techland等公司擁有豐富的工作經驗。這款遊戲是根據波蘭作家斯坦尼斯拉夫·莱姆的科幻小說《無敵號》進行改編。團隊選擇改編這部小說，因為他們覺得這本書「風景如畫」，並且「讀起來就像一個現成的電影劇本」。儘管如此，遊戲並不是一對一的改編。雖然故事大致相同，遊戲中有一些重返的角色，但遊戲的主要角色陣容，包括可操作的主角，是原創的。在遊戲的藝術風格方面，團隊受到了原子龐克美學的很大影響，並引用了Chris Foss、Chesley Bonestell和Syd Mead的作品作為他們的靈感。此外，團隊還研究了蘇聯太空船、車輛和工具的設計，以配合遊戲的復古未來風格。 
該遊戲被描述為一款科幻驚悚遊戲，以情感懸疑而非直接的恐怖元素為主。《看火人》是該遊戲的靈感之一，尤其是在與其他非可玩角色對話時如何處理遊戲的玩法。  《九十六號公路》也是一個重要的影響，因為它顯示了「有空間進行更成熟和哲學性的敘事體驗」。 遊戲的總監Marek Markuszewski補充說，遊戲的敘事是「不慌不忙」但「非常強烈」，遊戲的調調是「苦澀的，但不乏對未來的一絲希望」。
Starward Industries於2020年9月正式宣布了這款遊戲，原定於2021年發售。2022年6月，波蘭發行商11 Bit Studios，這是《這是我的戰爭》和《冰封龐克》的製作公司，宣布已與Starward Industries合作擔任遊戲的發行商，並首次展示了遊戲的第一段遊戲畫面。該遊戲於2023年11月6日在Windows PC、PlayStation 5和Xbox Series X/S平台上發售。 

## 評價
根據評論網站Metacritic的評價中，《無敵號》獲得了「好壞參半或中庸」的評論 。